# Chaetocrania antennalis
Chaetocrania antennalis là một loài ruồi trong họ Tachinidae.